# William Tanui
William Kiptarus Tanui (* 22. února 1964 Kemeloi) je bývalý keňský atlet, běžec na střední tratě, olympijský vítěz v běhu na 800 metrů z roku 1992.
Do světové běžecké špičky se dotal až na přelomu 80. a 90. let 20. století. Na halovém muistrovství světa v roce 1991 doběhl první do cíle ve finále běhu na 800 metrů, byl však diskvalifikován pro předčasné seběhnutí do první dráhy. O rok později se stal v Barceloně olympijským vítězem v běhu na 800 metrů. V roce 1993 na světovém šampionátu skončil v této disciplíně sedmý. Jeho hlavní tratí se v následujících letech stal běh na 1500 metrů – na olympiádě v Atlantě v roce 1996 skončil na této trati pátý, na halovém mistrovství světa v roce 1997 vybojoval bronzovou medaili, v roce 1999 na halovém šampionátu skončil čtvrtý.